# Wilhelmina Weyergang
Wilhelmina Weyergang, auch Wilhelmine, Pseudonym: Ellen Lucia (* 5. Januar 1839 in Greifswald; † 28. Februar 1903 in Berlin) war eine deutsche Lehrerin und Autorin.

## Leben
Wilhelmina Weyergang verlor früh ihre Eltern, erlernte den Lehrerberuf an der Königlichen Lehrerinnen-Bildungsanstalt in Berlin und arbeitete dann als Lehrerin im Spreewald, in Mecklenburg, Frankreich, England und Polen. Von 1866 bis 1880 war sie Lehrerin am Lyzeum in Greifswald. Danach ging sie nach Berlin. 
Wilhelmina Weyergang schrieb Erzählungen in niederdeutscher Sprache.

## Werke
- 1876 Olle Scharteken, vel un noch wat von tau Hus. Greifswald
- 1877 Maika
- 1879 Scherzwort aus Kindermund
- 1888 Theodor Körner und sein Vaterhaus
- 1894 Kleines Heimchen